# No. 13 Group RAF
Le No. 13 Group est un group (en) de la Royal Air Force durant plusieurs périodes au cours du 20e siècle. Il est surtout connu pour avoir été chargé de défendre le nord du Royaume-Uni pendant la bataille d'Angleterre.